# Hêtraie de la Massane
La hêtraie de la Massane est une forêt de hêtres ancienne située dans l'Est des Pyrénées, à proximité de la mer Méditerranée, en France. D'une superficie d'environ 120 ha, elle est protégée par la réserve naturelle de la forêt de la Massane et le site UNESCO forêts primaires de hêtres des Carpates et d'autres régions d'Europe.

## Géographie

### Localisation
La hêtraie de la Massane se trouve dans la haute vallée de la rivière Massane, sur la face nord du massif des Albères. Ce massif constitue l'extrémité orientale des Pyrénées, à la frontière entre l'Espagne et la France. À vol d'oiseau, elle se trouve à un peu plus de 5 km de la mer Méditerranée. D'un point de vue administratif et politique, elle est entièrement incluse dans la commune française d'Argelès-sur-Mer, dans le département des Pyrénées-Orientales et la région Occitanie.
Cette forêt s'étage entre 600 et 1 100 m d'altitude, ce qui est exceptionnellement bas pour une hêtraie en climat méditerranéen.

### Accès
La hêtraie et la réserve naturelle nationale qui la protège ne sont desservies par aucune voie carrossable. Les routes les plus proches se trouvent à 1 h 30 de marche. Cependant, divers sentiers balisés y mènent, dont le GR10 qui traverse la réserve, en passant à proximité de la hêtraie, dans sa partie la plus méridionale.